# Pavlof-hegy
A Pavlof-hegy egy rétegvulkán az Aleut-hegyláncban, az Alaszkai-félszigeten, (Alaszka, Amerikai Egyesült Államok).
A Pavlof-hegy az egyik legaktívabb tűzhányó az Amerikai Egyesült Államokban, 1980 óta több kitörése volt (1980, 1981, 1983, 1986-1988. 1996-1997, és legutóbb 2007).

## Vulkáni tevékenység
Az Alaszkai Vulkánmegfigyelő Állomás (Alaska Volcano Observatory) színkódokkal, és indexszámmal osztályozza a potenciális tűzhányókat.
Ezek szerint a Pavlof-hegy jelenleg (2013) zöld kóddal rendelkezik, ami azt jelenti, hogy jelenleg nincs kitörés, és közeli kitörésre utaló jelek. Az indexszám: 95, ami azt jelenti, hogy a jövőbeli kitörés valószínűsége magas, a közeli vidéket hamuval boríthatja be, és veszélyeztetheti a közeli légifolyosókat. Közelben van a Pavlof-hegy “testvére”, a Pavlof-nővér hegy, mely utoljára 1786-ban tört ki. A hegy megmászásáról 1928-ból származik az első feljegyzés. A második megmászásra 1950-ben került sor. A hegy megmászása nehézségekbe ütközik: messze van lakott településektől, 48 km-re a Cold-öböl északi oldalától. A hegyet többnyire hó borítja, ezért a hegymászóknak sífelszerelést is ajánlott magukkal vinni a leereszkedéshez. Az utolsó kitörés 2007 szeptemberében volt, környékbeli településeket nem veszélyeztetett, de a közeli légi közlekedést zavarta a légkörbe jutó hamu.